# جفری کیپنس
جفری کیپنس (انگلیسی: Jeffrey Kipnis، متولد ۱۹۵۱) منتقد و نظریه‌پرداز معماری، طراح، فیلم‌ساز، نمایشگاه‌گردان و استاد دانشگاه آمریکایی است.

## تحصیلات، افتخارات و زندگی حرفه‌ای
کیپنس که یک معمار رسمی نیست، اولین بار از طریق همکاری با معمار آوانگارد پیتر آیزنمن و همکاری مشترک‌شان با ژاک دریدا، فیلسوف فرانسوی، شهرت یافت. کیپنس دارای مدرک کارشناسی ارشد فیزیک از دانشگاه ایالتی جورجیا، ایالات متحده آمریکا (۱۹۸۱) است و در سال ۲۰۰۶، مدرک افتخاری مدرسه معماری انجمن معماری لندن به او اعطا شد. دیگر افتخارات او شامل مدال برنز AIA (بخش جورجیا) برای خدمت به معماری (۱۹۸۵)، جایزه رشد حرفه‌ای از انجمن معماری بنیاد اوهایو (۱۹۹۲) و جایزهٔ برجستهٔ تحقیقاتی دانشگاه ایالتی اوهایو (۲۰۰۵) است. او استاد معماری دانشگاه ایالتی اوهایو، کلمبوس، اوهایو، ایالات متحده آمریکا است. او همچنین استاد مدعو دانشگاه پرینستون، نیوجرسی، دانشگاه کلمبیا، نیویورک، مؤسسه معماری کالیفرنیای جنوبی لس آنجلس، و مدرسهٔ عالی طراحی دانشگاه هاروارد، کمبریج، بوده و در حال حاضر استاد مدعو در دانشگاه هنرهای کاربردی وین است.
کیپنس در سال‌های ۱۹۹۲–۱۹۹۵ در مدرسه معماری انجمن معماری تدریس کرد و در آن‌جا مدیر مؤسس برنامه طراحی تحصیلات تکمیلی بود. او همچنین نمایشگاه‌گردان معماری و طراحی در مرکز هنرهای وکسنر در کلمبوس، اوهایو، بود. به عنوان یک منتقد او برای بسیاری از مجلات مختلف، از جمله اسمبلج، آرکیتکچرال دیزاین، ال کروکی، مجله طراحی هاروارد، لاگ و کوادرنس نوشته‌است.

### طراح
به عنوان یک طراح، با معماران رایزر+اومه‌موتو (معماران RUR) در باغ آب در کلمبوس، اوهایو (که در سال ۱۹۹۸ جایزه طراحی PA را دریافت کرد) و کتابخانه کانسای-کان کتابخانه دایت ملی همکاری کرد. در طول دهه ۱۹۹۰ او با معمار ایرانی بهرام شیردل در طراحی پروژه‌های تأثیرگذاری مانند موزه ملی اسکاتلند، پروژه طراحی شهری مونترال ۱۹۹۰–۲۰۰۰ و میدان ژاک کارتیه همکاری کرد.

## ترجمه آثار به فارسی
- به سوی یک معماری جدید: فولدینگ، در کتاب نظریه‌ها و مانیفست‌های معماری معاصر، گردآوری چارلز جنکز و کارل کروپف، ترجمه احسان حنیف، نشر فکر نو، ۱۳۹۷.
- فرم‌هایی از غیرخردگرایی، در کتاب نظریه و مانیفست‌های معماری معاصر، گردآوری چارلز جنکز و کارل کروپف، ترجمه احسان حنیف، نشر فکر نو، ۱۳۹۷.